# ラ・ジャポネーズ
『ラ・ジャポネーズ』（仏: La Japonaise）は、フランスの画家クロード・モネによる、1876年の油彩画。当時フランスで大流行していたジャポニスムの影響を受けた作品として、最も知られる存在である。

## 来歴・分析

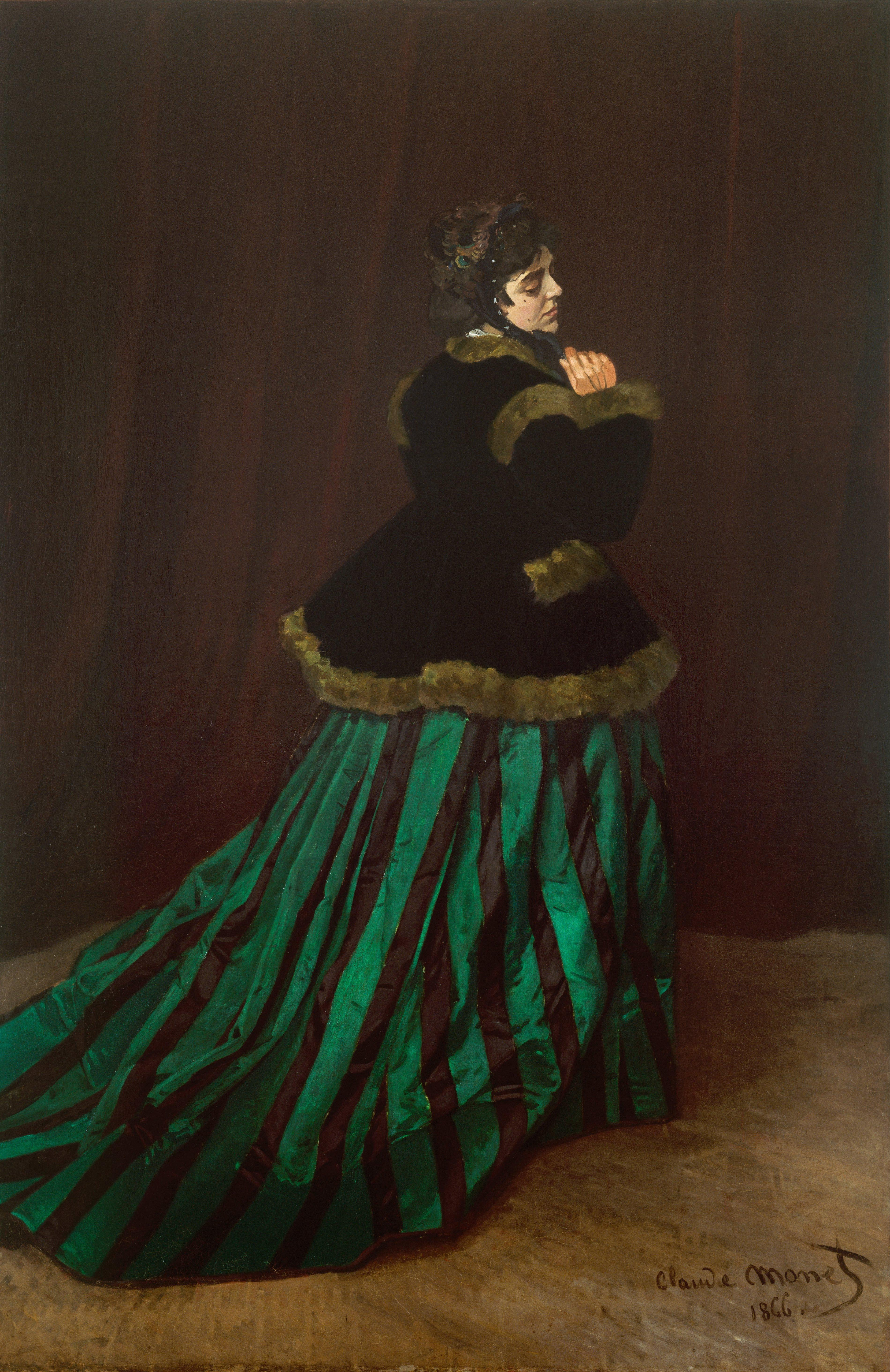
対となる作品『緑衣の女』（1866年）

本作品『ラ・ジャポネーズ』は、1876年4月の第2回印象派展に出品されて注目を集め、展覧会の批評では衣裳表現の巧みさについて、多くの賛辞が寄せられている。この会場では売れなかったが、同じ月の内に競売に掛けられ、2010フランという高値で落札された。
しかし作者による本作品への評価は低く、1918年にモネのもとを訪れた画商が、大変な高値で『ラ・ジャポネーズ』が買われたという話を持ち出すと、モネは「がらくたさ。気まぐれにすぎんのだよ」と答えている。またこの際にモネは本作執筆の経緯として、先行する作品『緑衣の女』（1866年）がサロンに出して高い評価を受けていたが、これと対になる作品の制作を勧められ、「素晴らしい衣装」を見せられて描いたものであること、モデルは最初の妻で、褐色の髪に金髪の鬘をかぶらせたことを説明している。
モネの言葉通り、モデルはモネの最初の妻であるカミーユ・ドンシューとされる。彼女は中々認められなかったモネを蔭から支えた存在でもあったが、彼の成功を見ることなく、本作品の発表から3年後、32歳で亡くなっている。本作品と対になる『緑衣の女』のモデルもまたカミーユであった。
モネの日本好きは広く知られた事実であり、喜多川歌麿、葛飾北斎、歌川広重などの浮世絵を231点所有していたことがわかっている。19世紀から20世紀にかけてのジャポニスムと日本の西洋化に、モネは大きな役割を果したと考えられる。但し、モネが日本趣味を端的に表した作品は他になく、本作品が最初で最後のものとなっている。
馬渕明子は、この種の着想はモネが先駆者であったわけではなく、先行して日本の着物を着た肖像画や日本の輸入品を並べた絵画が描かれていたことを指摘し、モネは二番煎じであることを承知の上で、これでもかと日本趣味の小道具を並べた本作品を描いた、としている。勧められたとはいえ10年近くも経ってから『緑衣の女』の対となる作品を描いた理由については、『緑衣の女』に対するモネの「厳密には私は肖像画を描く意図はなく、当時のパリジェンヌの姿を描きたかったのです」という発言から、『緑衣の女』があくまでも風俗画であり、肖像画ではないことを確認するためではなかったか、と考察している。両者が共に衣裳の材質感に深く注意が払われている点にも着目し、『緑衣の女』の「見事な絹の艶」に合わせて『ラ・ジャポネーズ』の「刺繡の厚み」が描き出されているのではないか、としている。
また、本作品はフランスに於ける日本美術の受容（ジャポニスム）としては初期の段階に属するもので、この頃は単純に、日本的なモチーフを作品に取り込むことのみが行われていた。のちにはそうした形の受容に留まらず、技法を日本美術から取り入れることも行われるようになっていった。

## 作品
描かれているのは、日本の着物をまとった金髪の女性である。女性は重たく長い衣の中で、細い身体をねじって扇をかざし、唇に微笑を浮べている。背景には様々な色の日本の団扇が散りばめられている。手に持っている扇子には赤・白・青の三色があしらわれ、フランスの国旗を彷彿とさせる。
長崎巌は、女性が着用している着物は、江戸時代末期から明治時代初期の、歌舞伎衣裳または遊女の打掛であると推測している。こうした打掛は普通、小袖に帯を締めた上に着られたが、絵の女性は裸体または下着の上から、羽織る形で着用している。
生地は繻子か綸子で、刀を差した男を刺繡または刺繡を施したアップリケであしらっている。着物の上部には、紅葉らしき木が、これも刺繡で表現されている。
横山昭は、この打掛の柄は管見の限りどこにも出てこない「全く不思議な模様」であるとし、紅葉と武者という組合せから類推されるのは謡曲の『紅葉狩』であるが、この打掛が能の衣裳として使われたというのは「能と云う神聖な演劇の性格上到底考えられない」としている。だが、モネの言葉から「これが現実に存在したことは間違いあるまい」とし、花魁道中のために旦那衆が花魁へ着せた奇抜な衣裳であった可能性や、大芝居ではない、地芝居の衣裳であった可能性を検討している。
女性の人工的な笑みと金髪は、他の肖像画で描かれるカミーユの、「青ざめた病気がちの、しかし思慮深げで慎ましやか」という性質を取り除いており、既にカミーユではないとも言える。衣裳の重みや手触りのみならず、茣蓙の目、団扇の竹の筋、扇子の折り目といった細部の材質感にも非常にこだわって描かれている。馬渕明子は、「異国からくるものに対するフェティシズム、あるいはそれらのものの触覚的な感覚」に終始しているとし、一度こうしたものを対象にした以上、モネはその触覚を描き尽さずにいられなかったのではないか、と後年の本作品への自己評価とも照らして考察している。